# Medicalia w Bydgoszczy
Medicalia w Bydgoszczy – coroczna impreza popularyzująca nauki medyczne wśród mieszkańców Bydgoszczy i regionu kujawsko-pomorskiego. 

## Charakterystyka
Medicalia w Bydgoszczy są imprezą popularnonaukową, organizowaną co roku przez Collegium Medicum Uniwersytetu Mikołaja Kopernika w Bydgoszczy. W ciągu jednego lub kilku dni odbywają się pokazy, warsztaty i wykłady, udostępniane są sale operacyjne, laboratoria i inne miejsca zazwyczaj niedostępne dla osób postronnych. Na poszczególne imprezy obowiązują zapisy, lecz na niektóre wykłady wstęp jest wolny. Imprezy mają charakter edukacyjny i są przeznaczone dla wszystkich zainteresowanych: zarówno dorosłych, jak i dzieci.

## Historia
Pierwsze Medicalia odbyły się w dniach 11–13 kwietnia 2003 r., zorganizowane przez Akademię Medyczną im. Ludwika Rydygiera w Bydgoszczy. Miały one charakter festiwalu nauki w odniesieniu do nauk medycznych. W kolejnych latach kontynuowano imprezę, także po włączeniu Akademii do Uniwersytetu Mikołaja Kopernika jako Collegium Medicum.   
Medicalia 2008 odbyły się 15 listopada i obejmowały 31 warsztatów. W 2009 r. festiwal odbył się dwukrotnie: 22 listopada zorganizowano dzień otwarty w hali widowiskowej „Łuczniczka”, a 29 listopada odbyło się 24 warsztatów edukacyjnych w Szpitalu Uniwersyteckim. Z kolei w 2010 r. Dzień Nauki „Medicalia” odbywał się 20 listopada. W tym czasie zaproponowano 19 różnych warsztatów i wykładów. W ramach obchodów 20lecia Collegium Medicum UMK oraz 40 lat nauczania medycyny w Bydgoszczy w dniach 22-25 maja 2024 roku odbyły się jubileuszowe Dni Nauki Medicalia podczas których odbyło się ponad 70 warsztatów skierowanych do mieszkańców województwa kujawsko-pomorskiego.